# Aleksandr Ročegov
Aleksandr Grigor'evič Ročegov (in russo Александр Григорьевич Рочегов?; Baku, 6 febbraio 1917 – Mosca, 2 dicembre 1998) è stato un architetto sovietico (dal 1992 russo) insignito del Premio di Stato dell'Unione Sovietica nel 1990 e del titolo onorifico di Architetto del popolo dell'Unione Sovietica l'anno seguente.

## Edifici celebri
Ročegov lavorò sotto Leonid Michajlovič Poljakov alla progettazione dell'Hotel Leningrado di Mosca, attualmente conosciuto come Hotel Hilton Leningradskaya. Firmò poi diversi progetti di edifici lungo la Leningradskoye e la prospettiva Mira, si occupò della ricostruzione di Tashkent dopo il terremoto del 1966 e della realizzazione della nuova Ambasciata sovietica dell'Avana, concentrando i suoi sforzi sull'eliminazione del conflitto tra architettura e produzione di massa.